# George Soros
George Soros ([džordž soros] či [džordž soroš], maďarsky Soros György [šoroš ďerď]; * 12. srpna 1930 Budapešť jako Schwartz György) je finančník a multimiliardář židovského původu narozený v Maďarsku, jeden z nejvýznamnějších filantropů na světě. Byl oceněn Puškinovou medailí.

## Život
George Soros se narodil jako György Schwartz v rodině budapešťského právníka a esperantisty Tivadara Sorose (tehdy ještě pod jménem Theodor Schwarz) a jeho ženy Erzsébet (později Elizabeth).
Z rodného Maďarska odešel po válce v roce 1946. Od roku 1947 žil v Anglii, kde studoval ekonomii a filozofii na London School of Economics, kde ho významně ovlivnil Karl R. Popper a jeho myšlenka „otevřené společnosti“. V roce 1956 odešel do USA, aby podle vlastních slov vydělal dost peněz na Wall Street a mohl žít jako spisovatel a filozof.
Podruhé ženatý byl se Susan Weber Soros. V září 2013 se oženil opět, jeho třetí manželkou se stala 42letá učitelka jógy Tamiko Boltonová. Svatební oslavy se zúčastnilo 500 hostů, mezi nimi prezident Estonska Toomas Hendrik Ilves, premiér Albánie Edi Rama, ředitel Světové banky Jim Yong Kim a také zpěvák Bono. George Soros má pět dětí.
V červnu 2023 v rozhovoru pro The Wall Street Journal uvedl, že jím vlastněné společnosti, a tedy většinu svého majetku, předá svému synovi Alexandrovi Sorosovi.

## Finančník
V roce 1969 založil Soros Fund Management, předchůdce Quantum Fund, s pouhými 250 000 dolary. Členové bankovní dynastie Rothschildů a další evropští finančníci brzy přispěli dalšími 6 miliony dolarů. V roce 1973 pak založil spolu s Jimem Rogersem Quantum Fund, jeden z prvních hedge fondů. Název vznikl jako pocta principu neurčitosti fyzika Wernera Heisenberga. Během deseti let se jim navrátilo přes 4000 % vkladu, což je základem Sorosova bohatství. Základem pro společnosti byly investice na nemovitostním trhu, investice do bankovních akcií (spekulace na jejich růst), na japonském akciovém trhu, ropě a také sázky na pokles hodnoty akcií.
V roce 1973 je známá jeho úspěšná spekulace na růst akcií amerického obranného průmyslu na základě veřejně dostupných informací, kdy z izraelské strany přicházely stížnosti na kvalitu amerických podpůrných zbrojních dodávek do Izraele. Po těchto informacích se rozhodl investovat do akcií amerického obranného průmyslu. V roce 1985 pak byla výhodná sázka na pokles hodnoty Western Union, tehdejšího silného hráče na poli telegrafní technologie, kterou ohrožovaly modernější technologie.
Nejznámější spekulací George Sorose a jeho společnosti byla sázka na růst úrokových sazeb, pokles hodnoty libry šterlinků a naopak růstu německé marky. V roce 1992 denní obchodování na devizových dosahovalo úrovně cca 1 bilión dolarů, naproti tomu anglická centrální banka Bank of England držela velmi malou hodnotu ostatních tvrdých měn, díky které byla její možnost intervenovat ve prospěch britské libry bez samotné vlády na trhu velmi omezená. Hodnota libry byla tehdy svázána s pravidly Evropského mechanismu směnných kurzů (ERM) a také vládní politikou tzv. stínování německé měny. Za této situace se rozhodl George Soros v roce 1992 spekulovat s částkou 10 miliard liber na pokles libry i s několika dalšími transakcemi (krátkých prodejů) financované půjčenými penězi v britské měně. Situace na trhu se začala vyhrocovat v neprospěch vlády a Bank of England a když i ostatní investoři začali prodávat britskou libru, musela nakonec Bank of England i přes snahu udržet hodnotu britské libry vysoko (a tím i Velkou Británii v ERM) pravidelným zvyšováním úrokových sazeb až na 15 %, byl tlak trhu příliš velký. Neudržitelnost situace nakonec donutila vládu s ministerským předsedou Johnem Majorem a tehdejším ministrem financí Normanem Lamontem oznámit 16. září 1992 opuštění ERM. Hodnota libry tento rok klesala až o 10 % a tato spekulace tak samotnému George Sorosovi vynesla 1 miliardu britských liber. Tento den je označován ve Velké Británii jako Black Wednesday (Černá středa). Proto je někdy George Soros přezdíván jako „Muž, který zlomil Bank of England“.
V podnikání George Sorose se projevuje jím oblíbená teorie reflexivity. Ve finančnictví pak usuzuje, že o finančních trzích se nedá tvrdit, že fungují dokonale naprosto racionálně a podle očekávání, zejména díky nedokonalé informovanosti, zaujatosti a často iracionálnímu chování investorů. Zaujatost a zatvrzelost investorů je často důvodem pro pohyb cen. Současná očekávání nemusí nutně znamenat budoucí skutečný vývoj. Oboustranně reflexivní spojení trhu a jeho účastníků pak může být důvodem pro prohloubení vzestupů i pádů cen, kterých George Soros na trhu využíval.
V roce 2005 byl ve Francii odsouzen v trestní věci za insider trading (zneužití informací v obchodním styku). Nejvyšší soud v roce 2006 tento rozsudek potvrdil.

## Nekomerční aktivity
Soros investuje 1 miliardu USD ročně do Tikkun Olam („repair of the world“, náprava světa).

### Afrika
Soros je angažovaným podporovatelem politických aktivit od roku 1979, kdy začal podporovat černošské studenty, aby mohli studovat na Kapské univerzitě (University of Cape Town) v Jihoafrické republice.

### Evropa
Podle slov Františka Janoucha podporoval George Soros finančně Nadaci Charty 77 a jejím prostřednictvím disent v komunistickém Československu. Během sametové revoluce se setkal s budoucím prezidentem Václavem Havlem a komunistickým premiérem Mariánem Čalfou.
Až do zahájení bombardování Jugoslávie silami NATO Sorosův fond v Srbsku sponzoroval Občanské centrum v kosovské Prištině za účelem boje za národní nezávislost albánské většiny.[zdroj⁠?!] V Bělehradě podporoval „rádio B-92“, které v letech 1996–97 sehrálo důležitou úlohu při studentských vzpourách proti Slobodanu Miloševići.[zdroj⁠?!]
Soros též podporuje romské studenty i v Česku, a to prostřednictvím Romského vzdělávacího fondu (Roma Education Fund, REF). Cílem fondu je skrze stipendia přispět ke zvýšení vzdělanostní úrovně Romů žijících ve 13 zemích střední a východní Evropy a působit desegregačně na vzdělávací systém. V České republice rozdělování stipendií koordinuje od roku 2010 občanské sdružení ROMEA. V ČR je často dáván do souvislosti s podporou Člověka v tísni, přestože reálný podíl Sorosovy Open Society Foundations na příjmech organizace činil pouhých 0,12 % z jejích celkových příjmů v roce 2015. Sorosova podpora změn ke svobodě a demokracii ve střední a východní Evropě je, mimo podpory přímé, záležitostí místních organizací – Open Society Institute, Sorosových nadací (Soros Foundation), mezi něž patří i Nadace Open Society Fund Praha (Nadace OSF Praha) v Česku. Předsedá Soros Fund Management a je také ředitelem Council on Foreign Relations.
Založil a finančně podporuje nadaci Středoevropské univerzity (Central European University), jíž věnoval 880 milionů USD. [zdroj⁠?!] Sorosova nadace Open Society Foundations poskytla v roce 2015 finanční dary například nevládní neziskové organizaci Evropské hodnoty.

### USA
Ve Spojených státech je jedním z významných přispěvatelů sociálně liberálních organizací. Podporuje také organizaci Transparency International, která se věnuje boji proti korupci, nebo Human Rights Watch.
Během amerických prezidentských voleb v roce 2016 Soros financoval předvolební kampaň Hillary Clintonové.
V USA podporoval uzavření nukleární dohody s Íránem.

### Bývalé státy SSSR
Podporuje i vznik a rozvoj demokracie v bývalých zemích sovětských satelitů, jako například v Gruzii, na Ukrajině a jinde. V květnu 2014 v rozhovoru prohlásil, že jeho nadace již dlouho působí na Ukrajině a hrála důležitou roli v současných[ujasnit] událostech.

### Ostatní
Dále přes Media Development Investment Fund podporuje internet pro všechny realizovaný přes satelity.

## Názory
Soros je velkým kritikem amerického prezidenta Donalda Trumpa. Odmítal Trumpův návrh na zavedení dovozních cel na čínské zboží, což označil za přípravu na „obchodní válku“ s Čínou. Také prohlásil, že díky Trumpovi začne být Čínská lidová republika vnímána jako „vůdčí stát mezinárodní komunity“.
Dle slov syna G. Sorose, Alexandra, by jeho otec viděl Izrael spíše ve formátu Jicchaka Rabina. Jeho názory jsou více či méně obdobné názorům politické strany Merec a Strany práce. Podporuje řešení dvou států. Jeho syn Alexandr dále uvedl, že nepodporuje teroristické organizace, které vyzývají k násilí. Podporuje univerzitu Al-Quds a to i přesto, že americká administrativa podporu zamítla z důvodu, že někteří studenti podporují Hamás.
Dle slov Alexandra Sorose „Jsme ve válce, a když nebudeme bojovat, když nebudeme riskovat za naše hodnoty, tak přijde pohroma. Každá generace musí neustále bojovat za své hodnoty.“
V květnu 2018 na výročním zasedání Evropské rady pro zahraniční vztahy Soros k systému kvót, na jehož základě by musely unijní státy přijmout určitý počet běženců z uprchlických táborů v Itálii a Řecku, uvedl: „Členské státy by neměly být nuceny přijímat uprchlíky, pokud to nechtějí, a uprchlíci by neměli být nuceni usazovat se tam, kam nechtějí jít.“ Pro řešení situace nabídl tříbodový program. Jeho jádrem je odmítnutí kvót na relokaci migrantů. Odmítl i dvourychlostní Evropu.
V lednu 2019 označil Čínu pod vedením Si Ťin-pchinga za největší hrozbu pro otevřené společnosti a liberální demokracii. Soros kritizoval připravovaný státní systém hodnocení obyvatel nazvaný systém sociálního kreditu.

## Ohlasy, reakce a akce související s jeho činností
Sorosovi kritici poukazují na zdroj jeho bohatství ze spekulačních obchodů, což je podle nich téměř neslučitelné s filantropickým zaměřením, kterému se Soros věnuje mimo svou profesionální činnost.[zdroj⁠?!] Soros však otevřeně kritizuje systém finančních spekulací, jakkoliv jsou základem jeho bohatství. Podle něj někdy znemožňují hospodářský rozvoj v rozvojových zemích. Mnohé z problémů ekonomické nerovnováhy ve světě přisuzuje Soros tržnímu fundamentalismu (market fundamentalism), tedy přesvědčení, že trh sám stačí vytvářet stabilní hospodářství.[zdroj⁠?!]
Sorosovy finanční dary směřují k organizacím, které se často definují levicovou agendou a jsou nositeli lidských práv, demokracie, transparentnosti, svobody slova, podpory minorit a boje proti tyranii a korupci. To podle Nahum Barnea z Y Net News vysvětluje nesnášenlivost vůči němu z pravicové části politického spektra, ačkoli nikoli míru oné nesnášenlivosti.

### Maďarsko
V říjnu 2015 během evropské migrační krize maďarský premiér Viktor Orbán obvinil Sorose, že patří k aktivistům, kteří se svou podporou masové migrace z Blízkého východu snaží podrývat evropské národní státy. Soros v reakci prohlásil, že naopak pomáhá obhájit evropské hodnoty, zatímco akce Orbána tyto hodnoty podkopávají, jelikož Soros považuje ochranu uprchlíků za prioritu a státní hranice za překážku tohoto cíle.
Na konci roku 2017 a zhruba v období do parlamentních voleb v Maďarsku tj. do března 2018 (8.4.2018 – konání maďarských parlamentních voleb) kontaktovala údajně izraelská soukromá společnost Black Cube pracovníky nevládních organizací spojených s miliardářem G. Sorosem v Maďarsku, které si nahrávala a jejich slova účelově sestříhala. Tyto nahrávky měly být použity za účelem diskreditace těchto pracovníků ve prospěch maďarského premiéra Viktora Orbána. Izraelská média, za všechny např. The Times of Israel, referovala o „antisemitských podtónech, které během Orbánovy politické kampaně zazněly.“
V květnu 2018 ukončila činnost Open Society Foundation v Maďarsku z důvodu rostoucích represivních opatření v zemi a přesídlila do Berlína. V prohlášení nadace se hovoří o tom, že maďarská vláda utratila 100 milionů eur za kampaně na pošpinění Sorosovy nadace a jejich partnerů.

### Rusko
V lednu 2015 Soros prohlásil, že Evropa čelí útoku ze strany Ruska, a vyzval západní státy k rozšíření sankcí proti Rusku za jeho podporu proruských separatistů na východní Ukrajině. Rusko v roce 2015 prohlásilo Sorosovy nadace – Open Society Foundations a Open Society Institute Assistance Foundation za „nežádoucí“ a následně byly vládou prezidenta Putina zakázány kvůli „ohrožení“ státní bezpečnosti.

### Evropa
Útoky v Evropě proti Sorosovi se točí kolem jeho podpory migrace. Politické debaty o tom, že G. Soros podporuje „migrační proudy do Evropy“ se rozhořely v Maďarsku, na Slovensku a Rakousku.
Sorosem financovaná nadace Independent Diplomat podporuje jiná separatistická hnutí a samozvané státy, například Kosovo nebo Severokyperskou tureckou republiku, kterou od roku 1974 okupuje turecká armáda.
Steve Bannon (zakládající člen Breitbart News, bývalý poradce Donalda Trumpa) oznámil v červenci 2018 zájem vytvořit protiváhu Sorosovi v Evropě založením nevládní organizace „The Movement“, která má sjednotit konzervativní a nacionalistické síly v Evropě. V dubnu 2019 zpravodajský server Politico.eu vyhodnotil tuto jeho snahu jako zatím neúspěšnou.

### USA
V politice se americkým konzervativcům nelíbila Sorosova kampaň proti Georgi W. Bushovi.

### Izrael
Člen Knessetu Miki Zohar (Likud) přišel s tzv. „Sorosovým zákonem“, který je zaměřen na ukončení aktivit Sorosovy nadace. Izraelský premiér Benjamin Netanjahu popsal Sorose jako nepřítele Izraele a syn premiéra zveřejnil na svých stránkách na Facebooku karikaturu Sorose.

### Ostatní
Soros je zmíněn v dokumentech Paradise Papers, které byly zveřejněny v listopadu 2017 a které odhalují daňové úniky skrze daňové ráje.

## Filozof
Soros je žákem Karla Poppera, se kterým si i živě dopisoval, a říká, že jeho investiční strategie jsou založeny na Popperově skepticismu, pokud jde o spolehlivost jakékoliv lidské víry. Snažil se odhadnout, kde se investoři hromadně mýlí, a využít jejich omylů.
Jako filozof popularizuje Soros koncepty tzv. dynamické nerovnováhy (dynamic disequilibrium), statické nerovnováhy (static disequilibrium) a téměř rovnovážných podmínek (near-equilibrium conditions). Jeho publikace se zaměřují na koncept reflexivity.

## Vyznamenání a ocenění
Sorosova ekonomická a veřejná činnost byla oceněna několika čestnými doktoráty (Dr. h.c., honoris causa). Obdržel je v roce 1980 od New School for Social Research v New Yorku, od Oxfordské univerzity, v roce 1991 od Budapešťské ekonomické univerzity (Budapest University of Economics) a od americké Yaleovy univerzity (Yale University).
Britský deník Financial Times jej v prosinci 2018 vyhlásil osobností roku jakožto obránce liberální demokracie, která je v obležení populistů.
- Řád litevského velkoknížete Gediminase – Litva, 1995
- komtur Řádu za zásluhy Polské republiky – Polsko, 1996[49]
- Řád kříže země Panny Marie I. třídy – Estonsko, 9. února 1998[50]
- Puškinova medaile – Ruská federace[51][52]
- komtur Řádu tří hvězd – Lotyšsko, 2002
- velkokříž Záslužného řádu Maďarské republiky – 2004[53]
- komtur s hvězdou Řádu za zásluhy Polské republiky – Polsko, 2012[54][55]
- Řád za zásluhy – Ukrajina, 2015